# Сложно изречение
Сложното изречение съдържа поне две прости изречения, свързани в синтактично и смислово единство. Броят на простите изречения е равен на броя на наличните плюс броя на подразбиращите се сказуеми (всяка част на изречението, в това число и сказуемото, може да бъде изпусната, когато се подразбира). Всяко от простите изречения завършва с възходяща интонация, която показва, че мисълта не е завършена; само последното просто изречение завършва с низходяща интонация. Ето защо всяко сложно изречение изразява една обща мисъл, в което се състои смисловото единство на съставящите го прости изречения. Синтактичните връзки между тях създават синтактичното единство на сложното изречение.
Между простите изречения в състава на сложното може да има два вида синтактични връзки:
- Съчинителни. Свързват граматически равноправни и относително самостойни прости изречения. Осъществяват се безсъюзно или с помощта на съчинителни съюзи (и, но, а, ала, ама и др.).
- Подчинителни. Свързват две прости изречения, едното от които е подчинено на другото и го пояснява. Създават се с помощта на подчинителни съюзи (че, да, ако, като, щом, въпреки че, за да, без да  и др.) или съюзни думи (който, какъвто, защото, как, кога, къде и др.).

## Видове сложни изречения
Според характера на синтактичните връзки има три вида сложни изречения:
- Сложно съчинено изречение. Съдържа само съчинителни връзки. Пример: Закусих, облякох се и излязох.
- Сложно съставно изречение. Съдържа само подчинителни връзки. Пример: Помолих ги да ми помогнат.
- Сложно смесено изречение. Съдържа и единия, и другия вид връзки. Пример: Знам, че учиш и работиш.

## Структура
В сложното изречение понякога се получават редици от последователно подчинени прости изречения, всяко от които (с изключение на първото) е подчинено на предишното просто изречение в редицата. Например сложното съставно изречение Обещах им да не споделям с никого какво съм научил от тях. съдържа три прости изречения, които са последователно подчинени: първите две са свързани посредством подчинителен съюз (Обещах им да не споделям с никого.) и второто пояснява първото (Какво им обещах?); последните две са свързани с помощта на съюзна дума (Не споделям с никого какво съм научил от тях.), като третото пояснява второто (Какво не споделям с никого?).
Две или повече прости изречения в състава на едно сложно се наричат съподчинени, когато са подчинени на едно и също просто изречение, но не и едно на друго.

Пример: Приближих се към децата, които разпалено обсъждаха нещо и не ме забелязваха.

В това сложно смесено изречение главната връзка е подчинителна (изразена е със съюзната дума които). То се състои от три прости изречения, първото от които е главно (Приближих се към децата.), а другите две са му подчинени, защото поясняват думата децата (отговарят на въпроса Към кои деца се приближих?). Следователно второто и третото просто изречение са съподчинени. Помежду си са свързани съчинително, като образуваното от тях сложно съчинено изречение (Разпалено обсъждаха нещо и не ме забелязваха.) също е подчинено на главното изречение.
Разкриването на структурата на сложното изречение е необходимо за разбиране на неговия смисъл, подпомага се от интонацията при говорене и от препинателните знаци при писане. В различните езици действат различни норми. Пунктуацията в българския език е уредена подробно, като правилата целят разкриването на структурата на изречението.
Пример: Две сложни изречения с различна структура и с различно пунктуационно оформяне:
1) Искаме да те помолим да ни помогнеш да започнем работа при твоя началник.
2) Искаме да празнуваме, да пеем, да се веселим.
Всяко от тези сложни изречения се състои от четири изречения, първото от които е главно. В първия случай второто, третото и четвъртото изречение са последователно подчинени, затова не са отделени със запетаи; а във втория случай те са съподчинени, поради което има запетаи пред всички повторения на съюза да. Специалните пунктуационни правила за съюзите и, или, да в сложното изречение могат да се обобщят така: не се пише препинателен знак пред и, или, да, когато съюзът свързва въведеното от него просто изречение с непосредствено предшестващото (освен ако препинателен знак се изисква от някое друго правило, например за отделяне на обособена или вметната част); в противен случай се пише запетая.
Пример: Следните две изречения имат различна структура въпреки външната прилика:
1) Видях, че спи, и тихо затворих вратата.
2) Видях, че спи и не ме чува.
И двете са сложни смесени, но в първото главна е съчинителната връзка (видях и тихо затворих вратата), а подчинителната е второстепенна (видях, че спи); докато във второто нещата стоят по обратния начин: съчинителната връзка е второстепенна, тъй като свързва съподчинени изречения (спи и не ме чува), подчинителната връзка е главна (видях, че спи, а също така видях, че не ме чува). Структурата определя препинателните знаци: във второто сложно изречение не е написана запетая пред съюза и, защото той свързва третото просто изречение с второто; обаче в първото сложно изречение има запетая пред съюза и, защото той свързва третото просто изречение с първото.
Погрешната пунктуация може да промени смисъла на изречението.
Пример:
1) Прибрах се в хотела, след като поплувах в морето и вечерях.
2) Прибрах се в хотела, след като поплувах в морето, и вечерях.
В първото сложно изречение няма знак пред съюза и, т.е. той свързва третото просто изречение с второто, образувайки сложно съчинено изречение (поплувах в морето и вечерях), което, от своя страна, е подчинено на главното изречение (прибрах се в хотела). Ето защо второто и третото просто изречение са съподчинени, така че съюзът след като се отнася и за двете, тоест прибирането в хотела е било последното действие. Във второто сложно изречение има запетая пред и, поради което съюзът свързва третото просто изречение с първото (прибрах се в хотела и вечерях), а съюзът след като се отнася само за второто просто изречение (прибрах се в хотела, след като поплувах в морето). Сложните изречения могат да се преформулират:
1) Поплувах в морето, вечерях и се прибрах в хотела.
2) Поплувах в морето, прибрах се в хотела и вечерях.
Двата случая се различават по реда на действията.